# 파리 코뮌
파리 코뮌(Paris Commune, 1871년 3월 18일 ~ 5월 28일)이란 파리 시민들이 세운 사회주의 자치 정부를 말한다. 노동자 계급이 세운 세계 최초의 민주적이고 혁명적인 자치 정부라는 평가가 있으며 역사상 처음으로 사회주의 정책을 실행에 옮겼다. 비록 존속기간이 2개월이라는 짧은기간에 불과했지만 이들의 활동은 사회주의 운동에 큰 영향을 주었다. 프랑스 제5차 혁명으로 분류하기도 한다.
프로이센-프랑스 전쟁(1870~71) 패배로 출범한 프랑스 제3공화국 정부를 장악한 왕당파는 민의를 무시하고 왕정복고를 꾀하며 굴욕적인 조건으로 독일과 종전협정을 체결하여 자신들의 기득권을 지키려 하였다. 또한 파리 시민과 노동자들로 구성된 국민방위군 소유의 대포를 압수하며 이들을 강제 해산시키려하였는데 이에 반발한 시민들이 자체선거를 통해 자치정부(파리코뮌)을 수립하였다. 리옹, 마르세유등 다른 도시에서도 자치정부(코뮌)를 수립하였지만 조기에 진압됨에 따라 이들과 연대하지 못하고 고립되었다. 하지만 파리코뮌은 매우 질서 있고 안정적으로 자치가 이루어졌다.
코뮌은 2달 동안 파리를 통치하면서 19세기의 여러 사상과 학파들이 혼합된 진보적이고 반종교적인 사회주의 체제를 지향하는 정책들을 추진했다. 그 가운데서 신앙과 정치의 분리, 자치 정책, 임대료 면제, 아동 노동 폐지, 노동자 자주 경영 등이 이루어졌다. 코뮌은 또한 파리의 모든 가톨릭 교회를 폐쇄하고 잠시 학교를 문닫게 하기도 하였다. 이 시기에는 페미니스트, 공산주의, 사회민주주의(개혁주의+혁명주의), 무정부주의와 같이 다양한 좌익 사회주의 계열의 사상들이 코뮌에서 중요한 역할을 하였다.
파리코뮌에 의해 파리가 실질적으로 점령당하자 공화정 정부는 베르사유로 퇴각하였다. 정규군을 동원한 공화정 정부의 파리코뮌에 대한 본격적인 진압은 5월 21일에 시작되었다. 7일간 이루어진 진압작전은 매우 처참하고 잔인하게 진행되어 '피의 일주일'이라 불리기도 한다. 5월 28일 종료된 진압작전은 많은 사상자를 발생시켰고 파리코뮌은 2개월여만에 역사속으로 사라지고 말았다.
코뮌의 정책과 결과에 대한 논쟁은 당대 사회주의의 아버지였던 카를 마르크스와 프리드리히 엥겔스의 사상에 큰 영향을 미쳤다. 그렇지만 마르크스는 파리 코뮌을 프롤레타리아 독재의 첫번째 사례로 묘사했고, 엥겔스는 다음과 같이 말했다.
최근에 들어 사회민주주의를 모르는 속물들은 다시 한번 프롤레타리아 독재라는 건전한 공포에 휩싸였다. 좋다. 이 독재 정권이 어떻게 생겼는지 알고 싶은가? 그렇다면 파리 코뮌을 보라. 그것이 바로 프롤레타리아 독재였다.

## 역사적 배경

### 나폴레옹 3세
1848년 '2월 혁명' 이후 수립된 제2공화국 국민투표에서 예상밖에 74%라는 높은 득표율로 루이 나폴레옹이 대통령에 당선되었다. 그러나 그는 4년 단임제에 불만을 품고 1851년에 친위 쿠데타를 일으켜서 의회를 해산시키고 헌법을 개정하여 대통령의 임기를 10년으로 만드는등 막강한 권력을 움켜쥐었다. 이듬해에는 투표를 통해 신임을 얻은후 1852년 12월에 제2제국을 선포하며 황제에 즉위했다. 제2제정의 전반기는 경제호황으로 인해 순조로웠으며 국내외 정책들도 대부분 좋은 성과를 거두었다. 크림전쟁 승리, 파리도심 정비, 은행제도 현대화, 철도체계 개선, 해운업 양성, 노동자 권리증대, 농업 근대화, 공교육 강화 정책 실행등은 성공적이었다. 그러나 제정 후반기(1860년~)에는 여러 국내외 정책 실패로 위상이 추락하였다.

### 프로이센-프랑스 전쟁

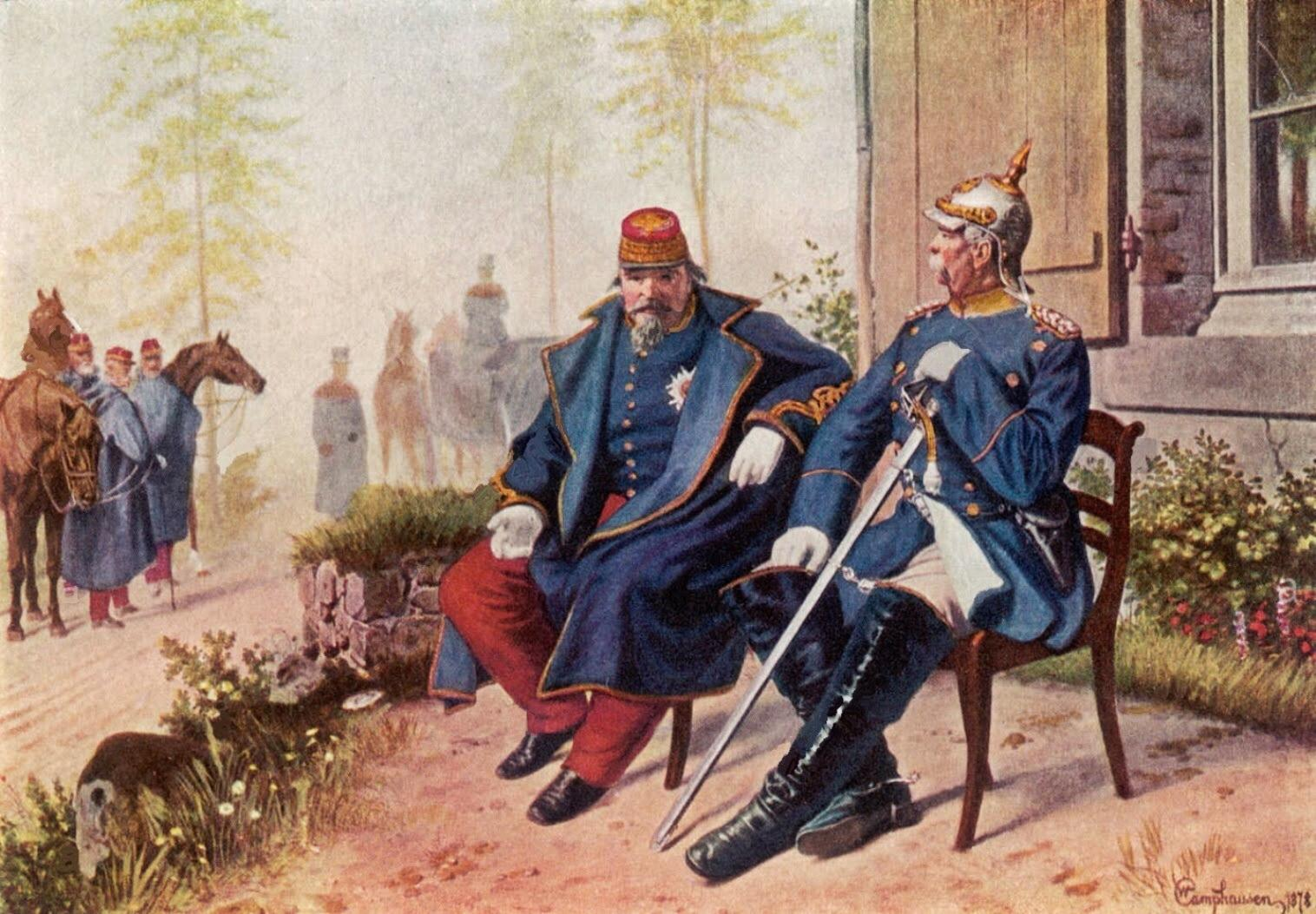
대화중인 나폴레옹 3세와 비스마르크

외채상환 요구를 빌미로 착수한 멕시코 원정(1861~67) 실패는 국내외적으로 프랑스의 위상 실추와 함께 군전력 손실도 컸다. 1866년에 프로이센이 오스트리아를 패배시키며 독일통일의 주도권 다툼에서 승리함으로써 독일 남부지역에 대한 프랑스의 영향력은 축소되었고 연이은 통일독일을 위한 프로이센의 세력확장 정책으로 인해 프랑스와 갈등을 빚기 시작했다. 프로이센 비스마르크의 노련한 외교정책은 프랑스를 외교적으로 거의 고립상태에 놓이게 만들었다.
1868년, 혁명으로 이사벨 2세를 축출하며 들어선 스페인 혁명정부는, 프로이센 빌헬름 1세의 친척 레오폴트 공에게 스페인 왕위계승을 제안하였다. 프랑스는 이에 대해 외교결례를 무릅쓰면서까지 격렬히 반대했다. 지난 16세기 카를 5세 시절처럼 프랑스가 스페인과 독일에 둘러쌓일 경우에 국가안보에 심각한 사태가 빚어질수 있기 때문이었다. 불필요한 외교마찰을 피하기 위해서 레오폴트 공은 스페인 왕위 계승을 거절했고 빌헬름 1세도 반대했으나 비스마르크는 이를 프랑스와 전쟁을 하기위한 좋은 빌미로 보고 엠스 전보사건등을 일으키며 외교적 농간을 부렸다.
이로인해 프랑스 국민감정이 격해지자 나폴레옹 3세는 1870년 7월에 프로이센에 대해 선전포고를 했다. 전쟁은 철저하게 전쟁준비를 진행해온 프로이센에게 유리하게 돌아갔고 같은해 9월 스당 전투에서 프랑스 군이 패배하며 나폴레옹 3세가 생포되고 말았다. 패전소식이 파리에 전해지자 공화주의자들은 1870년 9월 4일, 제정폐지와 더불어 새로운 공화정을 선포하였다.

### 제3공화국

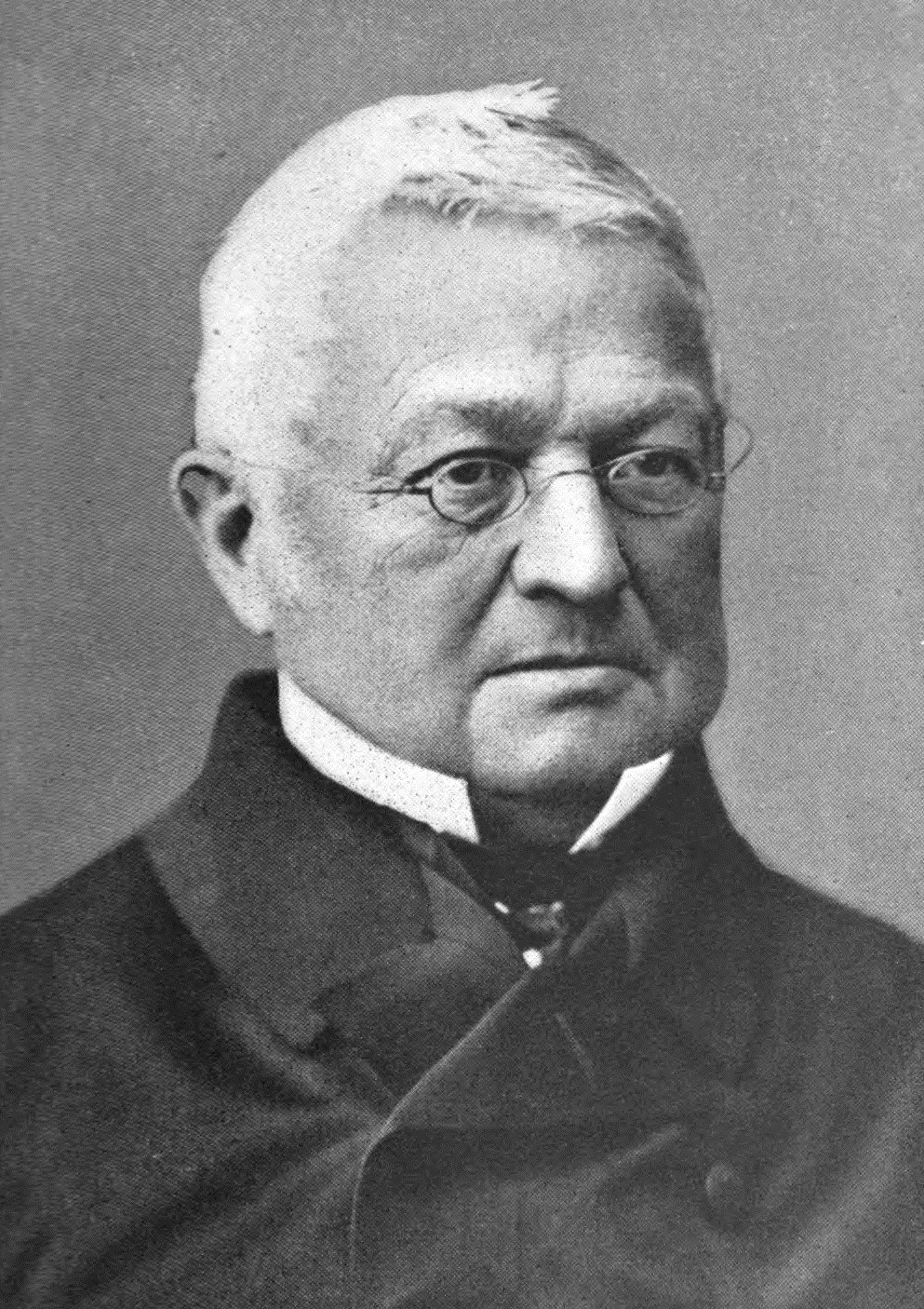
아돌프 티에르 행정수반

강베타등 공화파들이 주도하여 임시 국민방위정부를 구성했고 수도 사령관인 트로쉬 장군을 지도자로 임명하였다. 종전협상은 비스마르크의 무리한 요구로 결렬되었으며 임시정부는 전투를 계속 수행하기로 하였다. 그러나 프랑스는 전투에 연패하며 9월 18일 파리가 포위당했다. 포위된 파리는 극도로 비참한 겨울을 보낸후 이듬해 1월 28일, 항복했다. 프로이센은 휴전을 받아들였지만 대표성있는 정부와의 종전협상을 요구했다. 1871년 2월 8일, 독일군의 점령하에 조급하게 치러진 선거에서는 왕당파가 임시정부의 의회를 장악하였다. 티에르가 행정수반으로 선출되어 정부조직을 갇추었으나 제2제정의 무능으로 망국에 가까운 비참한 결과가 빚어졌음에도 불구하고 이에 대한 심판이 제대로 이루어지지 못한 선거와 이를 통해 구성된 정부에 대해 파리 시민들의 반감은 거셌다.
왕정복고를 꾀하는 왕당파가 이끄는 공화정이라는 태생부터 기형적인 의회와 티에르 정부는 독일에게 일방적으로 유리한 조약을 체결하며 기득권 유지를 위해 노력하는 모습을 보였다. 2월 26일, 티에르가 이끄는 정부는 알자스-로렌의 할양, 50억 프랑의 전쟁 배상금, 독일군의 파리입성을 기본조건으로 하는 종전협약을 독일과 진행하였던 것이다.

## 파리 코뮌

### 파리 시민의 반발
공화정을 지지했던 대다수의 파리 시민들은 굴욕적인 조건에 크게 반발하였고 굴욕적인 강화보다는 항전을 원했으며 왕당파가 장악한 의회의 왕정복고 시도를 반대했다. 3월 1일 파리 시민들에게는 매우 치욕적인 사건이 발생하였다. 독일군이 승전행사를 위해 승리행진을 하며 파리 시내로 입성한 것이었다. 승전행사는 간소하게 진행되었으나 파리 시민들은 분노하였으며 검은 조기를 내걸었고 밤에도 불을 켜지 않는 방식으로 저항의 의지를 표현했다. 시민들은 무능한 티에르 정부에 반발하며 저항하는 모습을 보였고 보르도에 있던 티에르 정부의 의회는 구체제의 상징인 베르사유로 이동하여 파리 시민의 의사와 고통을 외면했다.

### 중앙위원회

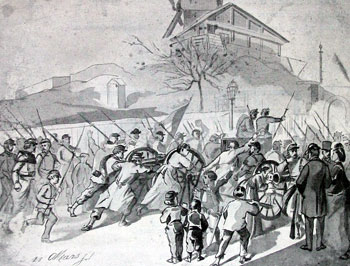
몽마르트 언덕의 대포 이동을 돕는 여인들과 아이들

3월 18일, 행정수반 티에르는 파리시민들의 무장봉기를 막기위해 국민방위대(시민 의용군)가 보유하고 있는 227문의 대포 회수를 명하며 국민방위대의 강제해산을 시도했다. 대포는 시민들의 기부로 사들인것이 대부분이었기에 파리 시민들은 강하게 거부했다. 대포가 있는 몽마르트 언덕으로 출동한 병사들은 국민방위대와 군중들이 온몸으로 막아서자 난감했다. 양측이 대치하며 실강이가 있었고 정부군 병사중 일부는 지휘관의 발포명령에 항명하며 하극상이 벌어지기도 하였다. 또 일부는 국민방위대에 합류하기도 했다.
이런 혼란한 와중에 르콩트와 토마 장군이 총살당하는 사건이 벌어지자 티에르와 정부는 즉시 베르사유로 퇴각하였다. 이로써 파리는 사실상 시민들이 장악하였다. 3월 19일 파리시민과 노동자들이 주도하는 가운데 중앙위원회를 결성하였다. 베르사유에 있는 티에르 정부와 파리 국민방위대의 중앙위원회간에 협상이 있었으나 결렬되었다. 3월 26일에는 중앙위원회가 주도하에 코뮌 평의회 선거를 실시하였는데 파리 시민의 절반 정도만 참여하였다. 이렇게 하여 85명의 의원을 선출하였다. 3월 28일 코뮌 평의회 의원들의 주도하에 노동자와 시민 20만여 명이 시청 앞 광장에 모여 자치정부인 '파리코뮌'의 설립을 선포하였다. 이후 파리를 자치적으로 통치하기 시작했다.

### 인민의 단결
파리코뮌에 참여한 인민들은 야간 이념 학습을 통해 단결하였기 때문에 70일간 자치 정부를 유지할 수 있었다. 파리 코뮌은 프랑스를 자유로운 코뮌들의 연맹체로 변화시키기 위하여 인민들에 의한 지방정부인 코뮌을 수립하라는 호소문을 풍선에 매달아 날려 보냈다. 마르세유 등에서도 코뮌 운동이 일어날 정도로 그 영향력이 대단했으며, 10시간 노동, 노동자의 건강권을 침해하는 제빵노동자의 야간노동 철폐, 종교와 정치의 분리 등 사회 개혁을 주장하였다. 또한 파리 코뮌이 존재하는 동안 파리에서는 민중들에 의해 질서가 유지되었다.
파리 코뮌은 다양한 이념을 가진 분파로 나뉘었는데 자코뱅파, 블랑키파, 무정부주의자, 제1인터내셔널파와 프루동파가 존재하였는데 대체적으로 무정부주의와 사회주의로 나눌 수 있다.

## 무력 충돌

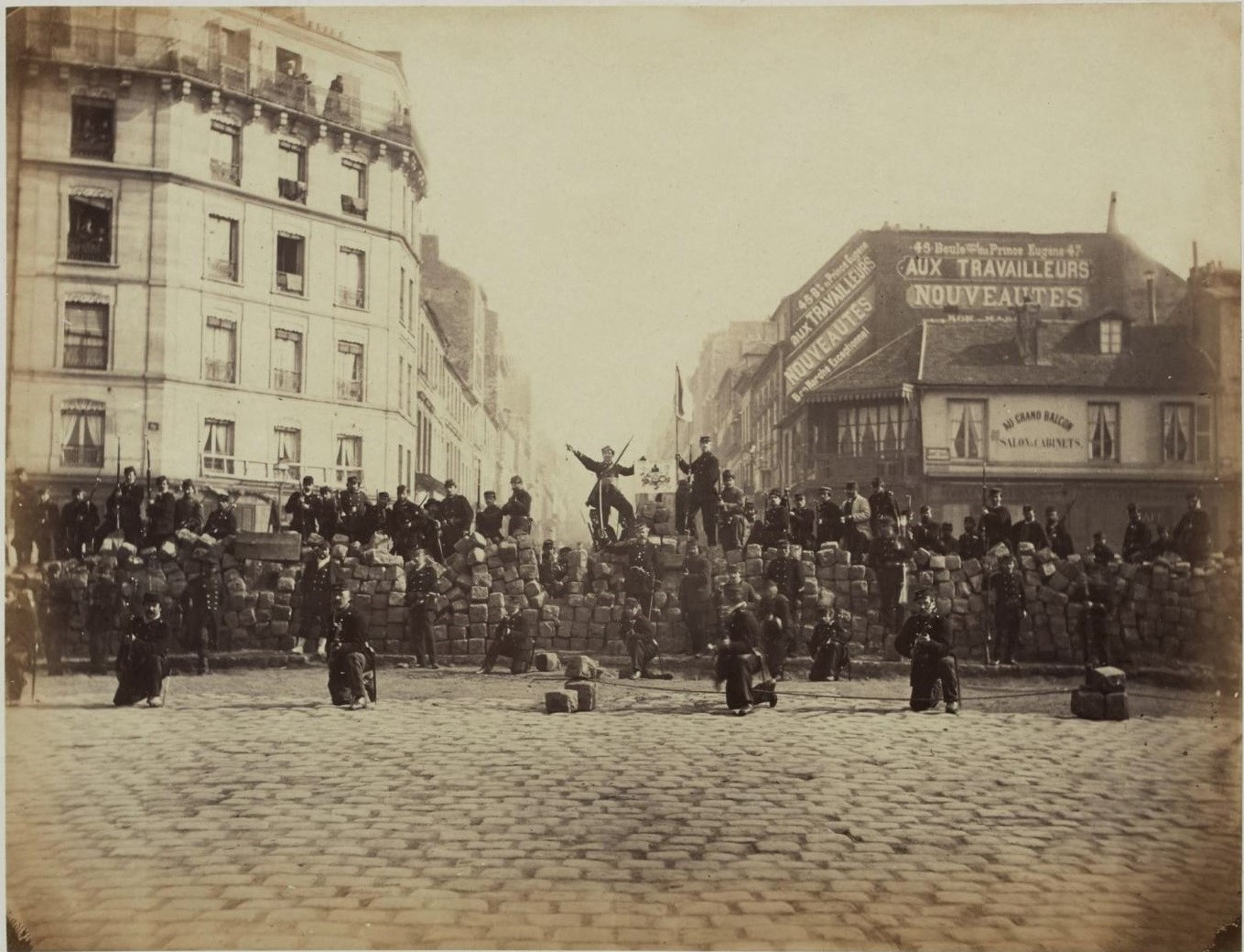
바리케이트를 가설한 국민방위대 (1871년)

1871년 5월 21일 마크 마옹(Mac-Mahon)의 지휘 하에 정부군은 코뮌을 진압하기 위해 파리로 진입하였다. 독일 제국, 오스트리아-헝가리 제국, 네덜란드, 벨기에, 러시아 제국, 영국 등은 프랑스 정부군을 지지하였다. 당시 파리 시민들은 튈르리 궁전 정원에서 코뮈나르(코뮌 지지자) 전사자 가족을 지원하기 위한 대규모 음악회에 참석했었다. 이 틈을 타 베르사유 정부군이 파리의 방어선을 뚫고 들어왔다. 미리 심어놓은 간첩으로부터 생클루 문 인근에 수비대가 없다는 하얀 손수건 신호를 받은 베르사유군은 일차 선발부대를 보내 일대를 장악했다. 긴박한 소식이 코뮌 평의회에 알려지자 평의원들은 서둘러 산회한 뒤 방위태세를 갖추기 위해 사방으로 흩어졌다. 코뮌 군사위원회 대표 샤를 들레클뤼즈는 호소문을 발표했다.
| “ | 군국주의는 이것으로 충분하다. 금술을 달고 군복의 솔기를 금빛으로 장식한 참모장교는 이젠 싫다. 민중에게 자리를 양보하라. 혁명을 알리는 종소리는 울려 퍼졌다. …<중략>… 시민 여러분, 우리는 여러분과 함께 싸우고, 필요하다면 여러분과 함께 죽을 것이다. | ” |

밤이 되면서 시내에 들이닥친 정부군 본대 2만 명은 눈에 띄는 비무장 시민들에게 닥치는 대로 발포했다. 파리의 거리마다 바리케이드를 사이에 두고 치열한 시가전이 벌어졌다. 파리코뮌의 마지막 "피의 일주일(5월 21일~28일)"은 이렇게 시작되었다. 죽은 사람의 수는 오랜 세월이 지난 오늘날까지도 정확하게 파악되지 않고 있는데, 적게는 1만 명 부터, 많게는 5만 명까지로 다양한 설이 있다. 진압 후 파리코뮌의 연루자 10만여 명이 체포되어 그 중 4만여 명이 군사재판에 기소되었다.
코뮌에 참여했던 7,500명의 인사들은 프랑스의 식민지인 누벨칼레도니로 종신 유배되기도 했다. 비록 파리 코뮌은 실패했으나, 미국 보수언론들이 파리 코뮌같은 공산주의 운동이 일어날 것이라며 노동 운동 탄압을 선동했을 정도로, 기득권층의 간담을 서늘하게 한 사건이었다.

## 성과
프랑스 사회주의 운동은 파리코뮌 진압 이후에도 계속 생명을 유지한다. 사회주의 정당 운동은 1879년 창당된 프랑스 사회주의 노동자 연맹(프랑스어: Fédération des travailleurs socialistes de France, 약칭 FTSF)까지 거슬러 올라간다. 이후 1936년 인터내셔널 프랑스 지회(프랑스어: Section française de l'Internationale ouvrière, 약칭 SFIO)와 프랑스 공산당, 급진당(Radical)의 "인민전선"이 원내 과반수를 차지하여 레옹 블룸이 총리로 선출되어 상당기간 여당으로 있었다. 이후 1981년에는 프랑스 사회당의 프랑수아 미테랑 후보가 최초의 사회주의 정당 출신 대통령으로 당선되었다. 이는 코뮌이 일어난 지 정확히 110년 뒤였다.
파리 코뮌 기간 동안 여성 참정권의 실현, 아동 야간 노동의 금지, 정교 분리 등의 혁신적인 정책을 주장하였고, 달력도 프랑스 혁명력이 이용되었다. 덧붙여 선택된 의원 안에는 사실주 화가인 귀스타브 쿠르베도 일원이 되고 있다.

## 평가
훗날 소비에트 연방의 창시자 레닌은 파리 코뮌을 "세계 역사상 최초로 벌어진 노동계급의 사회주의 혁명의 예행연습"이라고 높이 평가했다.

## 관련 논문
- 현재열, 〈1871년의 파리 코뮌과 결사(association)의 원칙〉, 《프랑스사 연구》 3, 한국프랑스사학회, 2000년
- 현재열, 〈정치적 결사와 시민권: 1871년 파리 코뮌의 클럽〉, 《역사와 경계》 59, 부산경남사학회, 2006년
- 한대균, 〈랭보와 파리 코뮌 -1871년 5월의 시 분석-〉, 《프랑스문화예술연구》 34, 프랑스문화예술학회, 2010년
- 현재열, 〈1871년 파리 코뮌의 "아쏘시아시옹주의(Associationisme)": 이념과 실천〉, 《서양사 연구》 51, 한국서양사연구회, 2014년
- 김종원, 〈자유의 공간, 일상의 변화, 새로운 정치: 1871년 파리〉, 《역사 연구》 35, 역사학연구소, 2018년
- 현재열, 〈파리 코뮌의 분열과 제3공화국 초기의 통합 -1880년의 코뮌 사면을 중심으로-〉, 《역사와 경계》 111, 부산경남사학회, 2019년
- 유기환, 〈프로이센-프랑스 전쟁과 파리코뮌: "패주"의 대립적 서사구조를 통해 본 졸라의 문제의식 연구〉, 《프랑스학연구》 99, 프랑스학회, 2022년

## 같이 보기
- 폴 라파르그
- 에두아르 마네
- 자치도시
- 외젠 포티에
- 아르튀르 랭보
- 폴 베를렌